# Smart Radio
Pour les articles homonymes, voir Smart (homonymie).
 (septembre 2019).
Smart Radio est une station de radio locale privée implantée à Augsbourg, en Bavière.
Le programme non-stop comprend du jazz, du swing, de la bossa nova, de la lounge, du R&B et des chansons, et s'adresse aux personnes âgées de 29 à 54 ans.
La station diffuse ses programmes en continu, 24 heures sur 24, atteignant jusqu'à 532 000 auditeurs. Smart Radio peut être reçu dans le DAB-Multiplex 9C d'Augsbourg, via le flux en direct sur Internet et via une application gratuite pour IOS.